# Manson (Iowa)
Manson és una població dels Estats Units a l'estat d'Iowa. Segons el cens del 2000 tenia 1.893 habitants.

## Demografia
Segons el cens del 2000, Manson tenia 1.893 habitants, 814 habitatges, i 529 famílies. La densitat de població era de 229,1 habitants/km².
Dels 814 habitatges en un 27,4% hi vivien nens de menys de 18 anys, en un 53,8% hi vivien parelles casades, en un 8,7% dones solteres, i en un 34,9% no eren unitats familiars. En el 32,7% dels habitatges hi vivien persones soles el 21% de les quals corresponia a persones de 65 anys o més que vivien soles. El nombre mitjà de persones vivint en cada habitatge era de 2,27 i el nombre mitjà de persones que vivien en cada família era de 2,87.
Per edats la població es repartia de la següent manera: un 23,7% tenia menys de 18 anys, un 6,9% entre 18 i 24, un 22,5% entre 25 i 44, un 21,4% de 45 a 60 i un 25,4% 65 anys o més.
L'edat mediana era de 44 anys. Per cada 100 dones de 18 o més anys hi havia 79,8 homes.
La renda mediana per habitatge era de 31.331 $ i la renda mediana per família de 41.500 $. Els homes tenien una renda mediana de 31.006 $ mentre que les dones 20.491 $. La renda per capita de la població era de 16.687 $. Entorn del 6,7% de les famílies i el 8,9% de la població estaven per davall del llindar de pobresa.

## Poblacions més properes
El següent diagrama mostra les poblacions més properes.